# Hayn
Hayn es un pueblo y un antiguo municipio del distrito de Mansfeld-Südharz, en el estado de Sajonia-Anhalt, en Alemania. Desde el 1 de enero del 2010, esto es la parte del municipio Südharz.
Tiene un área de 20.04 km² y se encuentra a una altitud de 368 metros sobre el nivel del mar. Su población es de 584 habitantes (al 31 de diciembre de 2006), con una densidad de 29 habitantes/km².